# As-Salihijja (Damaszek)
As-Salihijja – wieś w Syrii, w muhafazie Damaszek. W 2004 roku liczyła 907 mieszkańców.